# Ganesha
I hinduismen er Ganesha (sanskrit गणेश, også stavet Ganesa eller Ganesh) visdommens, intelligensens og undervisningens gud. Han er søn af Shiva og Parvati og ægtemand til Bharati, Riddhi og Siddhi. Han afbildes ofte som en topmavet gul eller rød gud med fire arme og hovedet fra en elefant med én stødtand, ridende på en mus. Ganeshas navn præfigeres ofte med den respektfulde titel Shri.

## Oversigt
Der er mange forskellige historier om, hvordan Ganesha fik sit hoved, fra de mange forskellige regioner i Indien. I den, der nok er mest almindelig kendt, blev Ganesha født, mens hans fader Shiva var borte fra landet. Da Shiva vendte tilbage, fandt han Ganesha vogtende sin moder, Parvati, og da Ganesha ikke ville lade ham gå ind i badet, mens Parvati var derinde, skar han Ganeshas hoved af. Da Parvati fortalte Shiva, at Ganesha var deres søn, gik Shiva ud og bad alle dyrene om at give deres hoved til Ganesha. Kun elefanten sagde ja, og Shivas gave til elefanten til gengæld var enorm visdom. I en anden version viste Parvati Ganesha til Shiva, og Shivas ansigt brændte Ganeshas hoved til aske. Den manglende stødtand har også mange forklaringer: i én version kom Parashurama (en avatar af Vishnu) for at besøge Shiva, men Ganesha stod i vejen. Parashuma smed en økse efter Ganesha, som skar den ene stødtand af. En anden version siger, at da Ganesha var ved at nedskrive Mahabharataen (efter Vyasas diktat) gik hans pen i stykker, og han brækkede den ene stødtand af for at få orderne ned på papiret.
Ganesha er også kendt som Aumkara, da hans krop ligner tegnet for det hellige mantra aum; elefantguden ses dermed som en kropsliggørelse af selve kosmos. Ganeshas elefant-hoved symboliserer elefantens visdom og salighed, stærk og dog blid. Han rider på en mus ved navn Mushika, hvilket symboliserer intelligensen, der som en mus kan komme ind alle vegne og afdække enhver hemmelighed. Det er også tegn på Ganeshas ydmyghed, at han har slået følgeskab med et så lille dyr.
Shri Ganesha er gud for visdom, intelligens, uddannelse, held og skæbne, for porte, døre, husstanden og skriften. Han er guden, der fjerner hindringer, og det er derfor almindeligt at påkalde ham, fx med formlen "Aum Shri Ganeshaya Namah" (ære være Ganeshas navn), før man begynder på et stykke arbejde.

## Højtider og tilbedelse
I Indien er der særligt én vigtig højtid til ære for Ganesha, Ganeshotsav. Den er mest populær i delstaten Maharashtra, men findes nu om dage i større eller mindre grad i hele landet – noget der særligt må tilskrives Balgangadhar Tilak, der organiserede og populariserede højtiden med det formål at fremme nationalismen under den engelske kolonimagt. Festen varer ti dage og starter med Ganesh Chaturthi, Ganeshas fødselsdag. Højtiden slutter på Ananta Chaturdashi, hvor Ganeshas murti (gudsbillede) nedsænkes i vand. I Bombay bruger man det Arabiske Hav, medens man mange steder i Nord- og Østindien bruger den hellige Gangesflod.
Fremstillinger af Shri Ganesha er baseret på flere tusinde års religiøs symbolik, der gav ophav til den nu så kendte elefanthovedede gud. I Indien betragtes gudbilleder som symbolske udtryk for en guddoms væsen, ikke nødvendigvis som en direkte kopi af gudens udseende. Ganesha anses for et højere spirituelt væsen snarere end en fysisk størrelse, og murtierne (statuerne) symboliserer hans væsen. Det er derfor ukorrekt at betragte kulten omkring murtierne for dyrkelse af gudebilleder, da det ikke er murtien, der tilbedes, men i stedet den bagvedliggende sandhed, den repræsenterer.
I Japan kendes Ganesha-dyrkelse så langt tilbage som 806.
I Danmark findes der et tempel til Ganesha i Herning. Templet er det første hindu-tempel i Danmark og blev traditionen tro indviet til Ganesha i sin rolle som den, der rydder forhindringer af vejen, da han således skulle bane vejen for dyrkelse af hinduismens guder på dansk jord.

## Andre navne for Ganesha
Ligesom mange andre af hinduismens guder og gudinder har Ganesha mange ærestitler og symbolske navne, og han tilbedes ofte ved, at de hengivne synger sahasranam, dvs. "tusind navne". Hvert navn er forskelligt og repræsenterer hver sit aspekt af gudens væsen. Næsten alle hinduistiske guder har én eller flere versioner af deres egen sahasranam-liturg
Nogle af Ganeshas navne er feks.: 
- Anangapujita, Den Formløse
- Aumkara, Den Aum-formede Krop
- Balachandra, Han, Der Bærer Månen På Sit Hoved
- Ekadanta, Den En-tandende
- Gajanana, Elefantansigt
- Ganapati, Herren af Ganas (en race af dværge i Shivas hær)
- Lambodara, Den Stormavede
- Pillaiyar, Ædel Søn (på tamilsk)
- Shupakarna, Den Stor-ørede
- Vakratunda, Den Krumsnablede
- Vignaharta, Hindringsfjerner
- Vigneshwara, Herre over problemer